# 專賣局屏東支局
22°40′08″N 120°29′33″E / 22.668756°N 120.492571°E專賣局屏東支局是臺灣日治時期管理屏東地區食鹽、菸草、酒等專賣品生產銷售的機關，設有屏東造酒工場和葉菸草再乾燥場，在二戰後改為「臺灣省菸酒公賣局屏東分局」及「屏東酒工廠」，即現今臺灣菸酒股份有限公司屏東酒廠的前身。原址位於民族夜市停車場。

## 歷史
台灣自實施酒專賣制度後，於1922年7月1日，在屏東車站東側設立了「臺南專賣支局屏東出張所」（位於屏東市小川町一丁目50番地），並於1923年10月設立屏東造酒工場，專制米酒；同年11月，與菸草耕作指導所合併。1924年12月，改稱「專賣局屏東支局」，並新增菸草專賣和食鹽取締之業務。1927年12月，因專賣局旗山出張所廢止，旗山出張所之業務及管轄區域併入屏東支局。1929年3月，併入恆春出張所，並同時將業務擴大至原由高雄出張所管轄旗山郡、屏東郡六龜庄的煙草專賣業務。1929年5月，屏東支局附屬菸草耕作指導所廢止，並新增食鹽專賣之業務。1934年12月，屏東支局在九塊庄設置了「附屬屏東菸草試驗場」（現為九如鄉巴轆公園）。1938年3月，設置「葉菸草再乾燥場」（位於瑞穗町61番地，現在的屏東菸葉廠）。1939年7月，附屬屏東菸草試驗場改隸於專賣局菸草課直轄，並改稱專賣局「菸草試驗場屏東支場」。
| 項目                             | 地區                                           |
| -------------------------------- | ---------------------------------------------- |
| 食鹽販賣、取締                   | 屏東市、屏東郡、潮州郡、東港郡、旗山郡、恆春郡 |
| 菸草耕作、指導獎勵、再乾燥       | 全高雄州                                       |
| 菸草販賣、保管、取締             | 屏東市、屏東郡、潮州郡、東港郡、旗山郡、恆春郡 |
| 酒類製造、販賣、保管、檢查、取締 | 屏東市、屏東郡、潮州郡、東港郡、旗山郡、恆春郡 |

二戰後，專賣局屏東支局改為「臺灣省公賣局屏東分局」。1946年，製酒工廠自分局獨立，改直隸於公賣局並稱為「屏東酒工廠」。之後為提高酒的產能，屏東酒工廠遷至屏東縣內埔工業區，而舊廠則於後拆除改做平面停車場。